# Nestor, the Long–Eared Christmas Donkey (película de 1977)
Nestor the Long-Eared Christmas Donkey (Nestor, the Long-Eared Christmas Donkey en España; Néstor, el burrito  de largas orejas en Latinoamérica), es un especial de televisión de animación stop motion navideña de 1977 producido por Rankin/Bass Productions. Se estrenó en ABC el 3 de diciembre de 1977. La historia está basada en la canción de 1975 del mismo nombre, escrita por Gene Autry, Don Pfrimmer y Dave Burgess.

## Argumento
El burro de Santa Claus, Spieltoe, narra la historia de un burro llamado Néstor con orejas anormalmente largas, que vivió en los días del Imperio Romano . Todos los animales del establo se burlan de Néstor por sus orejas. Un día, los animales del establo celebran el solsticio de invierno. La madre de Néstor le da calcetines a Néstor para que le cubra las orejas.
Esa noche, cuando Néstor duerme, llegan soldados del Imperio Romano. Eligen un montón de burros, incluido Néstor, pero no su madre. Néstor intenta escapar y uno de los soldados agarra los calcetines de las orejas de Néstor. Se desprenden. Los soldados creen que el dueño del establo, Olaf, estaba tratando de engañarlos. Olaf dice que les dará a Nestor gratis, pero los soldados lo obligan a darle todos los burros gratis y no se llevan a Nestor. Después de que los soldados se van, Olaf, furioso, arroja a Nestor a la tormenta y lo deja morir. La madre de Nestor escapa del establo y lo encuentra. Mientras una ventisca ruge afuera, no hay refugio interior disponible. La madre de Nestor encuentra una pequeña cala fuera del viento y usa su cuerpo para proteger a su hijo de la tormenta. A la mañana siguiente, Nestor se despierta y descubre que su madre ha muerto.
Más tarde, Néstor conoce a un querubín llamado Tilly. Ella dice que necesitan viajar a Belén y le dice: "Tus oídos pueden hacer cosas maravillosas que ningún otro oído puede hacer. Los sonidos que escuchan te guiarán por un camino recto y verdadero, y luego salvarás a otro, como tu madre una vez te salvó". Viajan a través de las arenas del desierto durante muchos meses, y cuando finalmente llegan a las afueras de Belén, Tilly le dice a Nestor que espere. Aunque encuentra un viejo establo en ruinas, nadie lo compra.
Un día, María y José visitan. María está esperando un hijo y no tienen mucho dinero. Se llevan a Néstor por sus "ojos tiernos", pero quedan atrapados en una tormenta de arena. En medio de la tormenta, Nestor escucha la voz de Tilly, pero la reconoce como la de su madre, y ella le dice que siga las voces de los ángeles. Néstor guía a María y José a través de la tormenta, envolviendo a María en sus oídos, y pronto llega a Belén. Encuentran un establo adecuado, donde María posteriormente da a luz a Jesús, después de lo cual Néstor encuentra el camino de regreso a casa, donde es considerado un héroe.

## Elenco
- Roger Miller como Spieltoe.
- Shelly Hines como Nestor.
- Brenda Vaccaro como Tilly.
- Paul Frees como Olaf el dueño del establo, un comerciante de burros y Santa Claus.
- Linda Gary como la madre de Néstor.
- Iris Rainer como amiga de Néstor.
- Don Messick como un soldado romano.
- Taryn Davies como María.
- Harry Maurice Rosner como José.

## Equipo
- Producida y dirigida por Arthur Rankin Jr. y Jules Bass.
- Asistente de producción: Masaki Iizuka.
- Escrito por Romeo Muller.
- Basado en la canción de Gene Autry, Don Pfrimmer y Dave Burgess.
- Música y letras adicionales de Maury Laws y Jules Bass.
- Diseño de Paul Coker, Jr.
- Supervisores "animagic": Akikazu Kono y Satoshi Fujino.
- Grabadores de sonido: John Curcio y Joe Jorgensen.
- Música arreglada y dirigida por Maury Laws.

## Producción
Además de Akikazu Kono, esta es la segunda y última producción de marionetas stop motion "Animagic" de Rankin / Bass que será supervisada por otro animador japonés, Satoshi Fujino, quien también trabajó anteriormente en The Little Drummer Boy, Libro II.

## Video casero
El especial fue lanzado en 2000 con The Year Without a Santa Claus.